# Hádejte, kdo kritizuje
Hádejte, kdo kritizuje (v anglickém originále Guess Who's Coming to Criticize Dinner) je 3. díl 11. řady (celkem 229.) amerického animovaného seriálu Simpsonovi. Scénář napsal Al Jean a díl režírovala Nancy Kruseová. V USA měl premiéru dne 24. října 1999 na stanici Fox Broadcasting Company a v Česku byl poprvé vysílán 23. října 2001 na stanici ČT1.

## Děj
Springfieldská základní škola pořádá pro žáky výlet do redakce denního tisku Springfieldský šmejdil. Homer se nabídne, že bude děti na výletě vozit a dělat jim doprovod, a nejprve je omylem přiveze k zoologické zahradě. Děti jsou nejprve seznámeny s historií a fungováním novin. Homer ucítí vůni dortu a vydá se za ním na večírek při příležitosti odchodu do důchodu novinové kritičky jídel. Když se na večírek vloudí, nenasytně jídlo sní. Šéfredaktor, který vidí Homerovu lásku k jídlu, mu nabídne práci nového kritika jídla. Požádá ho, aby nejprve připravil ukázkovou recenzi o 500 slovech. 
Homer má s recenzí potíže, ale brzy s ním začne spolupracovat Líza, která mu pomůže se vyjádřit. Brzy Homer získá pověst vynikajícího recenzenta každé restaurace, kterou navštíví. V redakci Springfieldského šmejdila seznámí redaktor Homera s dalšími kritiky. Ti mu vyčítají, že je ve svých recenzích příliš velkorysý. Homer bláhově podlehne jejich tlaku a napíše řadu špatných recenzí, v nichž kritizuje úplně všechno. Líza si stěžuje, že je zbytečně krutý, a přestane mu pomáhat. Homer se pokouší pokračovat v recenzování sám. Mezitím místní restauratéři uspořádají tajnou schůzku kvůli Homerovým negativním recenzí a rozhodnou se ho zabít. Francouzský šéfkuchař se nabídne, že to udělá tak, že Homerovi na nadcházejícím festivalu jídla nabídne jedovatý éclair La Bombe. 
Na festivalu jídla se Homer pustí do recenzování. Bart zaslechne, jak se někteří restauratéři baví o vražedném plánu, a spolu s Marge a Lízou se pokusí Homera najít a varovat ho. Homer mezitím dorazil ke stánku francouzského kuchaře a chystá se sníst éclair. Líza na Homera vykřikne, že éclair je dietní, a Homer s odporem pečivo odhodí; když dopadne do hrnce s kaší Hanse Krtkovice, exploduje. Na místo činu přispěchá policie a zatkne Francouze, který jim však uteče. Homer s Lízou odcházejí, ale rozzuřený dav je pronásleduje a Homera zmlátí.

## Produkce a kulturní odkazy
Díl napsal Al Jean a režírovala jej Nancy Kruseová. V epizodě hostoval americký herec Ed Asner, který ztvárnil redaktora novin, jenž Homera zaměstnává. Postava je založena na Lou Grantovi, postavě, kterou Asner hrál v seriálech The Mary Tyler Moore Show a Lou Grant. Oba seriály vytvořil koproducent Simpsonových James L. Brooks. Píseň, kterou Homer zpívá, když dostane práci kritika jídla, je na melodii písně „I Feel Pretty“ z muzikálu West Side Story. Restaurace Planet Springfield je parodií na Planet Hollywood a obsahuje předměty jako scénář k filmu Cable Guy (1996), Herbieho z filmu Můj miláček Brouk (1968), model lodi RMS Titanic z filmu Titanic (1997), mimozemšťana podobného těm z filmu Mars útočí! (1996), modely stíhaček TIE, X-wing a C-3PO ze ságy Hvězdné války, dále hrnek na kávu z filmu Heartbeeps (1981) a hůl z filmu Občan Kane (1941), která není skutečnou rekvizitou.

## Přijetí
Epizoda byla původně vysílána 24. října 1999 na stanici Fox ve Spojených státech. 7. října 2008 byla epizoda vydána na DVD jako součást boxu The Simpsons – The Complete Eleventh Season. Členové štábu Mike Scully, Al Jean, George Meyer, Dan Greaney, Matt Selman a Nancy Kruseová se podíleli na audiokomentáři k epizodě na DVD. Na box setu byly také zařazeny vymazané scény z dílu.
Po odvysílání epizoda získala od kritiků obecně smíšené hodnocení. 
V roce 2003 ji Ryan Lane z deníku The Daily Orange zařadil na 9. místo nejlepších epizod seriálu s tím, že „poslední epizoda na seznamu je zároveň možná poslední klasikou seriálu“.
Nancy Basileová z About.com uvedla díl jako jednu z epizod, které podle ní „zazářily v 11. řadě“.
V roce 2011 označil Keith Plocek z blogu Squid Ink v LA Weekly díl za 6. nejlepší epizodu seriálu s tematikou jídla.
Při recenzování 11. řady Simpsonových však Colin Jacobson z DVD Movie Guide poznamenal, že „po solidním dílu (Bartovo napravení) se 11. série propadá s průměrnějším dílem (Hádejte, kdo kritizuje). Seriál má své momenty, zejména když se Homerova kritika stává podlejší. Přesto se pořad málokdy stane něčím víc než jen dobrým; rozhodně je příjemný, ale to je asi tak všechno.“
Karma Waltonenová a Denise Du Vernayová analyzovaly díl ve své knize The Simpsons in the Classroom, v níž ukazují, jak lze epizody seriálu využít ve výuce. „Ačkoli postavy seriálu často nemodelují výkladové psaní, stále můžeme najít způsoby, jak Simpsonovy využít k ilustraci důležitosti slohu. Mladí spisovatelé například mohou zjistit, že jejich psaní se podobá Homerovu, když se pokouší psát recenze restaurací v díle Hádejte, kdo kritizuje. Homerova dikce je špatná, jeho dílo se rozbíhá a snaží se, aby slovo bylo důležité, tím, že několikrát zopakuje‚ ‚do háje s Flandersem‘. Můžeme tak ilustrovat, že studenti musí omezit slovíčkaření (…) a zároveň rozvíjet své argumenty pomocí výstižného obsahu nebo paralelismu. Můžeme také zdůraznit revizi tím, že ukážeme, čeho je Líza schopna, když pomáhá otci při brainstormingu. Například když potřebují ještě dvě slova na závěr recenze, Líza nahradí ‚blbej Flanders‘ výrazem ‚Dobrou chuť!‘.“.